# Katharina Rhomberg
Katharina Rhomberg (4 de octubre de 1992) es una jinete austríaca que compite en la modalidad de salto ecuestre. Ganó una medalla de bronce en el Campeonato Europeo de Saltos Ecuestres de 2023, en la prueba por equipos.

## Palmarés internacional
| Campeonato Europeo | Campeonato Europeo | Campeonato Europeo | Campeonato Europeo |
| Año                | Lugar              | Medalla            | Categoría          |
| ------------------ | ------------------ | ------------------ | ------------------ |
| 2023               | Milán (Italia)     | Medalla de bronce  | Por equipos        |